# Dylan McAvoy
 (juin 2023).
La mise en forme du texte ne suit pas les recommandations de Wikipédia : il faut le « wikifier ».
Les points d'amélioration suivants sont les cas les plus fréquents. Le détail des points à revoir est peut-être précisé sur la page de discussion.
- Les titres sont pré-formatés par le logiciel. Ils ne sont ni en capitales, ni en gras.
- Le texte ne doit pas être écrit en capitales (les noms de famille non plus), ni en gras, ni en italique, ni en « petit »…
- Le gras n'est utilisé que pour surligner le titre de l'article dans l'introduction, une seule fois.
- L'italique est rarement utilisé : mots en langue étrangère, titres d'œuvres, noms de bateaux, etc.
- Les citations ne sont pas en italique mais en corps de texte normal. Elles sont entourées par des guillemets français : « et ».
- Les listes à puces sont à éviter, des paragraphes rédigés étant largement préférés. Les tableaux sont à réserver à la présentation de données structurées (résultats, etc.).
- Les appels de note de bas de page (petits chiffres en exposant, introduits par l'outil «  Source ») sont à placer entre la fin de phrase et le point final[comme ça].
- Les liens internes (vers d'autres articles de Wikipédia) sont à choisir avec parcimonie. Créez des liens vers des articles approfondissant le sujet. Les termes génériques sans rapport avec le sujet sont à éviter, ainsi que les répétitions de liens vers un même terme.
- Les liens externes sont à placer uniquement dans une section « Liens externes », à la fin de l'article. Ces liens sont à choisir avec parcimonie suivant les règles définies. Si un lien sert de source à l'article, son insertion dans le texte est à faire par les notes de bas de page.
- La présentation des références doit suivre les conventions bibliographiques. Il est recommandé d'utiliser les modèles {{Ouvrage}}, {{Chapitre}}, {{Article}}, {{Lien web}} et/ou {{Bibliographie}}. Le mode d'édition visuel peut mettre en forme automatiquement les références.
- Insérer une infobox (cadre d'informations à droite) n'est pas obligatoire pour parachever la mise en page.

Pour une aide détaillée, merci de consulter Aide:Wikification.
Si vous pensez que ces points ont été résolus, vous pouvez retirer ce bandeau et améliorer la mise en forme d'un autre article.
 (juin 2023).
Si vous disposez d'ouvrages ou d'articles de référence ou si vous connaissez des sites web de qualité traitant du thème abordé ici, merci de compléter l'article en donnant les références utiles à sa vérifiabilité et en les liant à la section « Notes et références ».
Dylan McAvoy est un personnage du feuilleton télévisé Les Feux de l'amour. Il est interprété par Steve Burton de 2013 au 27 janvier 2017.

## Son passé
Nikki Newman, alors Mme Foster à ce moment-là rejoint avec Paul un mouvement religieux qui s'avère être une secte. Ian Ward, le leader de la secte, viole Nikki et celle-ci tombe enceinte. Quand la vérité à propos de la secte éclate, Nikki fuit et s'installe à Chicago. Elle accouche dans une église sans voir le sexe du bébé puisqu'elle s'évanouit et les sœurs le lui prennent. Plus tard, en voulant récupérer son fiancé, une certaine Pénélope Harisson adopte le bébé et décide de le faire passer pour le sien. Ils se remettent ensemble et nomment le bébé Dylan.
Dylan McAvoy grandit à Darien, dans le Connecticut où il se lie d'amitié avec les sœurs Summers, Phyllis et Avery durant son enfance. Adulte, il commence des études pour devenir architecte mais il reprend brièvement l'entreprise de bâtiment de son père après que celui-ci a eu un accident. C'est en encadrant la construction d'un immeuble pour un cabinet d'avocats qu'il revoit Avery. Très vite, ils entament une liaison alors que celle-ci est désormais mariée. Elle tombe enceinte de lui et envisage alors de quitter son mari. Malheureusement, elle fait une fausse-couche et prend ce drame comme un signe que leur relation n'était pas acceptable. Alors qu'il doit partir pour la guerre, Dylan demande à Avery de quitter son mari pour lui mais elle refuse. Il s'en va donc à la guerre. Quelques mois plus tard, Avery apprend en lisant un journal que Dylan est mort pendant la guerre.

## Son arrivée à Génoa: la reconquête d'Avery
Peu après, Avery arrive à Genoa pour défendre Sharon Newman, accusée de meurtre, en essayant tant bien que mal d'oublier Dylan. Elle finit par se mettre en couple avec Nicholas Newman. Un jour, Nick trouve des plaques militaires au nom de "Dylan McAvoy" dans un bocal rangé dans un tiroir de la cuisine d'Avery. Elle lui explique alors qui il était et comment leur relation a détruit son mariage. Nick comprend alors que Dylan a été le grand amour de sa vie. C'est alors que l'on voit un homme à moto s'arrêter dans un motel de Genoa et en déballant ses affaires une photo d'Avery qui tombe de son carnet de bord militaire. Parallèlement, avec l'aide d'Avery, il réalise son rêve en ouvrant son propre bar qu'il appelle l'Underground (The Underground en VO).
Le 29 janvier 2013, Dylan débarque à Genoa sous le nom de Mack et se fait engager comme barman à l'Underground en espérant reconquérir Avery. Il la voit au bar à plusieurs reprises mais réussit à l'éviter. Cependant, Nick met la puce à l'oreille de l'identité de Mack en lui parlant de lui. Alors le soir de l'ouverture du bar, elle suit Mack dans les vestiaires et reconnaît Dylan, lui demandant s'il est bien vivant. Elle est bouleversée de le voir mais Nick les interrompt. Ils décident de se retrouver au motel de Dylan le lendemain. Avery le confronte, le gifle en lui demandant comment il a pu lui cacher qu'il était vivant et revenir comme une fleur après toutes ces années. Dylan lui avoue alors qu'en rentrant d'Afghanistan il est allé la retrouver à Chicago mais il a découvert ensuite, en voyant une photo d'elle et Nick, qu'elle était à Genoa. Dylan lui assure qu'il voulait pas chambouler sa vie en venant à Genoa mais seulement la voir. Perturbée, Avery s'en va et dit toute la vérité à Nick. Nick comprend cependant qu'elle aime toujours Dylan en voyant son état. Ils font alors une pause dans leur relation, donnant l'occasion à Avery de choisir avec qui elle veut être.
Le soir de la Saint-Valentin après une tempête de neige, Dylan se rend amicalement chez Avery alors que Nick n'est pas là. Ils finissent par s'embrasser mais Avery l'arrête en lui disant qu'elle aime Nick. Il s'en va et décide de quitter la ville pour Chicago mais avec la neige qui est tombée, les routes sont très dangereuses. Alors qu'il quitte Genoa en voiture, il a un accident avec Sharon et entre dans un arbre. Alors que Sharon appelle les secours rapidement, il ne cesse de demander si "Sully" va bien sans qu'elle ne puisse comprendre. Il s'en sort avec des côtes cassées et des contusions mais à l'hôpital, il a un flashback de la guerre dans lequel son camarade Sullivan et lui sont couchés dans le sable, essayant d'éviter les balles ennemies. Sullivan est blessé, il bouge en tentant de lui passer son arme mais se fait malheureusement tué. Depuis ce jour, Dylan se sent responsable de la mort de Sully.
À sa sortie de l'hôpital le lendemain, Dylan va remercier Sharon en personne et constate que la tempête a fait des ravages dans sa maison. Il lui propose alors ses services de réparateur et Sharon accepte. Nick et Avery sont très étonnés qu'il ne parte plus finalement. Dylan et la fille de Sharon et Nick, Faith, deviennent très vite proches, surtout après l'avoir retrouvée alors elle s'était perdue dans les bois. Il explique que cette proximité qu'il a avec les enfants est due aux actions caritatives qu'il a menées en Afghanistan. De plus, il avoue avoir été hébergé par une famille afghane durant sa convalescence et avoir sauvé leur petite fille, ce qui a favorisé ses liens avec les enfants. Par ailleurs, il raconte à Sharon que sa mère est décédée pendant qu'il était en Afghanistan.

## De sa rencontre avec Chelsea à la naissance de Connor
Plus tard, il décide de faire venir son père Terry à Genoa car son état de santé a empiré. Il a donc l'occasion de passer plus de temps avec lui. Les anciens médecins de Terry lui avaient affirmé qu'il ne pourrait plus marcher après son accident mais il a fini par retrouver l'usage de ses jambes, ce qui ravie Dylan. Cependant peu de temps après, il a attrapé une infection à la suite d'une opération qui depuis l'a cloué au lit. Dylan, sentant que son père est sur le point de mourir, vend l'entreprise de bâtiment ainsi que sa maison pour passer le plus de temps avec lui. Avant de mourir le 11 mars 2013, il l'encourage à quitter la ville et de refaire sa vie.
Il décide de respecter la volonté de son père et envisage de partir mais, il rencontre Chelsea Lawson sur le bord de la route à côté de sa voiture dont la batterie est morte. Il l'aide et font connaissance.
Quelques jours plus tard, le 15 mars 2013, il couche avec elle. Tous deux sont d'accord pour dire que ce n'était qu'un coup d'un soir et que ça n'arrivera plus. Mais ce que ne sait pas Dylan, c'est qu'à ce moment-là, Chelsea est déjà enceinte de son mari, Adam, sans que personne le sache, et refuse qu'il soit au courant. Elle en parle à son amie Chloé qui lui dit qu'elle pourrait désormais faire passer son bébé pour celui d'un autre homme qu'Adam plus facilement. Mais Chelsea refuse de mentir à Dylan sur la paternité du bébé.
Le jour où Dylan décide de partir, il réconforte Avery, paniquée parce qu'elle est suivie par des hommes de main d'un criminel qu'elle traque, mais lui avoue qu'il préfère s'éloigner d'elle parce qu'il n'arrive pas à n'être qu'ami avec elle et il ne supporte pas de la voir avec un autre homme. Juste après, il rencontre Chelsea et lui dit au revoir. Une fois parti, il se rend dans un bar dans lequel il se bat avec un homme qui harcelait une cliente. Il est arrêté et est contraint de remettre son départ à un autre jour. Heureusement, Avery paie sa caution assez rapidement mais il doit rester sur Genoa jusqu'à son procès, ce qui agace Nick. Nick lui propose d'annuler les charges qui pèsent contre lui s'il quitte la ville mais il refuse et reprend son poste de barman au Underground afin de rembourser Avery.
Le 5 avril 2013, Nick demande Avery en mariage et elle accepte. Dylan lui demande alors de refuser et de quitter Nick pour lui car ils ont l'occasion de se remettre ensemble mais Avery refuse car elle a tourné la page sur leur relation, sur tout ce qu'elle a enduré après avoir perdu leur bébé et pensé qu'il était mort. Dylan vend la bague qu'il avait offerte à Avery quand il lui avait demandé de la suivre pour la rembourser. Il démissionne et se fait engager comme barman dans le bar de William, le Boulevard (On the Boulevard en VO).
Le 22 avril 2013, Adam confronte Chelsea devant Dylan après avoir découvert qu'elle était enceinte. Elle lui annonce qu'elle est bien enceinte, mais de Dylan. Ils divorceront quelques jours plus tard. Après le choc de la nouvelle, Dylan promet à Chelsea de prendre ses responsabilités avec le bébé. Au fil des semaines, ils deviennent de plus en plus proches et des sentiments apparaissent. Elle essaie de lui dire la vérité à plusieurs reprises mais n'ose pas quand elle le voit prendre son rôle de futur père très à cœur. Dylan installe notamment une nurserie pour le bébé dans son nouvel appartement, ce qui lui fait extrêmement plaisir mais la rend encore plus coupable. Il rachète par ailleurs le Néon Ecarlate et tient à en faire un endroit branché avec l'aide de Chelsea. Celle-ci réalise qu'elle tombe amoureuse de lui et passe la nuit avec lui. Le lendemain, ils se déclarent leur amour alors qu'au même moment, la mère de Chelsea, Anita, essaye d'avouer à Adam qu'il est le véritable père du bébé. Mais il ne prend même pas la peine de l'écouter, sachant à quel point elle est cupide et qu'elle souhaite que Chelsea revienne avec lui parce qu'il a beaucoup plus d'argent que Dylan. Plus tard, il propose à Chelsea d'emménager avec lui et elle accepte.
Le 21 juin 2013, Dylan demande Chelsea en mariage en lui écrivant "Veux-tu m'épouser" sur un mur de leur maison. Se sentant coupable de lui mentir constamment, elle lui dit qu'elle a peur de ne pas être assez bien pour lui. Dylan prend alors sa réponse pour un "non". Déçu, il s'absente pendant quelques minutes du loft et à son retour, il constate, à sa grande surprise, que Chelsea a accepté sa demande en écrivant un gros "oui" sur le mur en dessous de sa question et l'embrasse. Plus tard, il lui propose d'emménager avec lui et elle accepte. Tout ce bonheur le motive à appeler un camarade du front dont il n'a plus de nouvelles, Stitch Rayburn, mais il ne parvient pas à le joindre.
Quelques jours plus tard, le 27 juin 2013, Stitch fait une surprise à Dylan en arrivant au Néon Ecarlate pendant qu'il répare la machine à café. Ils discutent du passé mais aussi de l'imminent mariage de Dylan et du fait qu'il va devenir père. Stitch pense alors immédiatement que la femme dont il partage la vie est Avery mais Dylan lui dit que non. C'est alors que Chelsea arrive et fait la connaissance de Stitch. Il lui explique qu'il était médecin sur le front et qu'il a rencontré Dylan en le soignant après qu'il s'est ouvert le menton à la suite d'une chute à chameau. Son véritable nom est Benjamin mais Dylan le surnomme Stitch (qui signifie "point de suture" en anglais) parce qu'il lui a fait des points de suture au menton sans laisser aucune cicatrice. Pendant qu'ils discutent à 3, Avery entre dans le café, ce qui permet à Stitch de la rencontrer. En parlant en tête à tête avec Chelsea, Stitch prend conscience que Dylan ne lui a pas raconté ce qui s'est passé en Afghanistan. Il conseille alors à son vieil ami de se confier à sa fiancée. Ce soir-là, Dylan fait des cauchemars sur la mort de Sully mais refuse d'en parler à Chelsea. Malgré tout, elle lui dit alors qu'elle sera là pour lui dès qu'il voudra lui parler.
Le 12 août 2013, Chelsea et Dylan sont à l'hôpital. Elle a des contractions, ce qui signifie que le bébé va bientôt arriver mais Dylan pense qu'il est trop tôt pour qu'elle accouche. Lorsque le médecin arrive et s'adresse à eux, il pense que Dylan est le mari de Chelsea, ce qui donne une idée à Dylan : il propose à Chelsea de se marier aujourd'hui même et elle accepte. Lorsque les contractions s'arrêtent, il l'emmène chez eux et organise une cérémonie improvisée avec pour invités Chloé, Jeffrey et Anita entre autres. Après le mariage, les contractions reviennent et comme les secours ne sont pas encore là, Dylan la fait accoucher, d'un petit garçon. Ils décident de l'appeler Terrence Connor McAvoy, en hommage à Terry (Terrence), le père de Dylan. Leur joie est de courte durée quand Connor est soupçonnée d'avoir une rétinite pigmentaire héréditaire. Cependant, Dylan et Chelsea affirment qu'il n'y a pas de telle maladie dans leur famille respective. 

### La vérité sur la paternité de Connor
Un mois plus tard, Chelsea lui avoue qu'Adam est le père de Connor. Il demande immédiatement le divorce.

### Nikki, mère de Dylan et le couple Dylan/Avery
En octobre 2013, Nikki apprend par Paul qu'ils sont mère et fils. Elle lui avoue tout le 22 novembre 2013 (épisode diffusé vers septembre 2016 sur TF1) au moment où il se bat avec Nick. Il décide d'apprendre à connaître Nikki même si c'est difficile avec Victor. Quelque temps après, Dylan et Avery se remettent ensemble lorsque Avery quitte Nicholas.

### L'arrivée de Ian Ward
En janvier 2014, Ian Ward est à Génoa-City, Dylan ne veut pas de Ian Ward dans sa vie car, pour lui, son père, c'était Terry . 
En mars 2014, Ian menace Nikki de faire ce qu'il lui a fait à Summer, Dylan et Nicholas le retrouvent, il est arrêté.
En avril 2014, Ian Ward sort de prison grâce à son secret qu'il a confié à son avocate Leslie. Dylan ne supporte pas de voir Ian au Néon-écarlate, le lieu où il travaille .

### Paul Williams, son père biologique
Le 10 juin 2014 (épisode diffusé le 7 avril 2017 sur TF1), Paul se fait tirer dessus à la suite d'une bagarre entre Dylan et Austin, ce dernier ayant kidnappé Avery pour venger sa mère décédée. Austin tire sur Paul accidentellement et s'enfuit par la suite. Au même moment, Victor et Nikki apprennent par Willa Ward, l'ex-femme de Ian que ce dernier est stérile donc il ne peut pas être le père de Dylan. Nikki se souvient qu'au moment de la naissance de Dylan, il n'y avait qu'un seul homme dans sa vie : Paul. Elle avoue par la suite à Christine, qui refuse que son mari soit au courant et Dylan, choqué que Paul soit son vrai père. Elle le dit à Paul le 21 juin 2014 (épisode diffusé le 19 avril 2017 sur TF1). Dylan et Paul apprennent à faire connaissance et commencent à développer une relation père-fils

### De l'arrivée de Joe en ville à sa rupture avec Avery
Quelques mois après avoir appris que Paul était son père et que Ian Ward ait été mis en prison, Dylan et Avery vivent heureux. Le 1er octobre 2014 (épisode diffusé le 8 août 2017 sur TF1), Joe Clark, l'ex-mari d'Avery, arrive à Genoa. Il commence à vouloir séduire Avery et nargue Dylan, les deux hommes deviennent très rapidement ennemis. En novembre, il est mêlé à une affaire de vente : en effet, il souhaite détruire le Néon Ecarlate pour en faire des nouveaux bâtiments. Dylan et Avery se liguent contre lui. Au début, son avocat est Michael, mais il démissionne très vite, réalisant l'erreur qu'il commet. Joe et Dylan ont commencé à se battre quand Dylan a appris que Joe a embrassé Avery. Dylan se sentant en danger demande Avery en mariage le 9 décembre 2014 au Parc Chancellor. Quand Joe apprend ça, il décide de laisser Avery tranquille mais continua de narguer Dylan. Fin-décembre, on apprend que Joe n'est pas à l'origine de la destruction du Néon Écarlate mais qu'il y a quelqu'un d'autre. Cette personne n'est autre que Victor Newman et Dylan le découvre le 10 janvier 2015. Plus tard, il se fait agresser et voler tout son argent. Après sa sortie de l'hôpital, Dylan va au baptême du bébé de Victoria. Il demande à Avery de l'accompagner mais elle a un rendez-vous privé avec Joe. Elle le rejoint secrètement dans sa suite à l'Athlétic Club. Il lui offre un collier mais elle refuse. Dylan les surprend et tente de tuer Joe, mais Avery l'empêche de commettre ce qu'il avait prévu de faire, il le laisse tranquille. Le jour de la Saint-Valentin, Joe dit à Avery qu'il va quitter la ville. Dylan ne le croit pas et le confronte. Les deux hommes se battent par la suite, ils sont interrompus par Avery qui se fait frapper par la suite par Dylan qui voulait mettre un coup à Joe. Se sentant coupable et honteux de ce qu'il a fait, il quitte l'Underground. Il alla secourir Sharon et Faith, elles se sont écrasées à cause de la neige. Plus tard dans la soirée, le toit de l'Underground s'effondra et Joe et Avery se retrouva coincés ensemble. Joe posa une question à Avery mais au moment où elle allait répondre, Dylan et Nick les retrouvent et les sortent de là. Dylan continuait par la suite d'aider et de protéger Sharon et s'éloigna de plus en plus d'Avery. Le 10 avril 2015 (épisode diffusé le 12 février 2018 sur TF1) Avery tenait une conférence de presse, elle monta ensuite en haut et Joe la suivit. Ce dernier l'embrasse et Avery le poussa accidentellement. Après l'accident de Joe, Avery se rapproche de plus en plus de Joe et en constatant le rapprochement Dylan/Sharon, elle décide de rompre ses fiançailles avec lui.

### Dylan, nouvel amant de Sharon
Courant 2015, Dylan protège Sharon de plus en plus, Avery accompagne Joe à Chicago après son accident en avril 2015. Voyant la relation de Sharon et Dylan, lui et Avery se rendent compte qu'ils ne sont pas faits l'un pour l'autre. Ils se séparent. Dylan se rend compte de ses sentiments pour Sharon. Il va le lui dire. Ils font l'amour le 15 mai (épisode diffusé le 22 mars 2018 sur TF1).

## Sources
- http://www.soap-passion.com/yr/